# Tufão Mangkhut
O Tufão Mangkhut, conhecido nas Filipinas como Tufão Ompong, foi um ciclone tropical sobre o sul da China. A trigésima primeira depressão tropical, a vigésima segunda tempestade tropical e o nono tufão da temporada de tufões no Pacífico de 2018, Mangkhut atingiu a província filipina de Cagayan em 15 de setembro de 2018 como um super tufão equivalente à categoria 5, deixando mais de 60 mortos e subsequentemente impactou Hong Kong e partes do sul da China. O Mangkhut foi o mais forte tufão a atingir nas Filipinas desde o Tufão Haiyan em novembro de 2013, bem como o mais forte tufão a atingir Hong Kong desde o tufão Ellen em 1983. Também foi o ciclone tropical mais forte do mundo em 2018.

## História meteorológica
Em 5 de setembro de 2018, o Centro Comum de Alerta do Tufão (JTWC) começou a monitorar um distúrbio tropical próximo à Linha Internacional de Mudança de Data. O desenvolvimento constante seguiu-se ao longo dos dias seguintes e a Agência Meteorológica do Japão (JMA) classificou o sistema como uma depressão tropical em 7 de setembro. A depressão logo se intensificou em uma tempestade tropical, sobre a qual recebeu o nome Mangkhut. Durante os dias 8 e 9 de setembro, o sistema passou por uma rápida intensificação. Condições ambientais favoráveis, incluindo baixo cisalhamento do vento, ampla vazão no ar, altas temperaturas da superfície do mar e alto teor de calor do oceano. Mangkhut alcançou a intensidade suficiente para ser classificado como tufão em 9 de setembro. Um olho bem definido de 18 km tornou-se evidente em imagens de satélite quando o tufão se aproximou das Ilhas Marianas do Norte e de Guam. O JTWC analisou Mangkhut como um tufão equivalente a categoria 2, com ventos sustentados em um minuto de 165 km/h, por volta das 15:00 UTC de 10 de setembro. O JMA avaliou os ventos sustentados de dez minutos em 155 km/h nesse momento.
A grande intensificação se seguiu em 11 de setembro, quando Mangkhut atravessou o mar das Filipinas. Uma segunda rápida intensificação ocorreu enquanto a tempestade se consolidava significativamente; um olho  de 39 km bem definido foi estabelecido durante este tempo. O JTWC analisou Mangkhut para ter atingido o status de Categoria 5 às 15:00 UTC, uma intensidade que manteria por quase quatro dias. A AMJ avaliou a intensidade do pico do tufão às 18:00 UTC, com ventos sustentados de 205 km/h e pressão de 905 hPa. O JTWC notou um fortalecimento adicional em 12 de setembro e avaliou que o Mangkhut tenha atingido seu pico de intensidade às 21:00 UTC com ventos sustentados durante um minuto de 285 km/h. O tufão atingiu a província de Cagayan ao longo da ponta norte de Luzon em 14 de setembro como um super tufão equivalente a categoria 5. Isso fez de Mangkhut a tempestade mais forte a atingir Luzon desde o tufão Megi em 2010 e o mais forte em todo o país desde o tufão Haiyan em 2013.

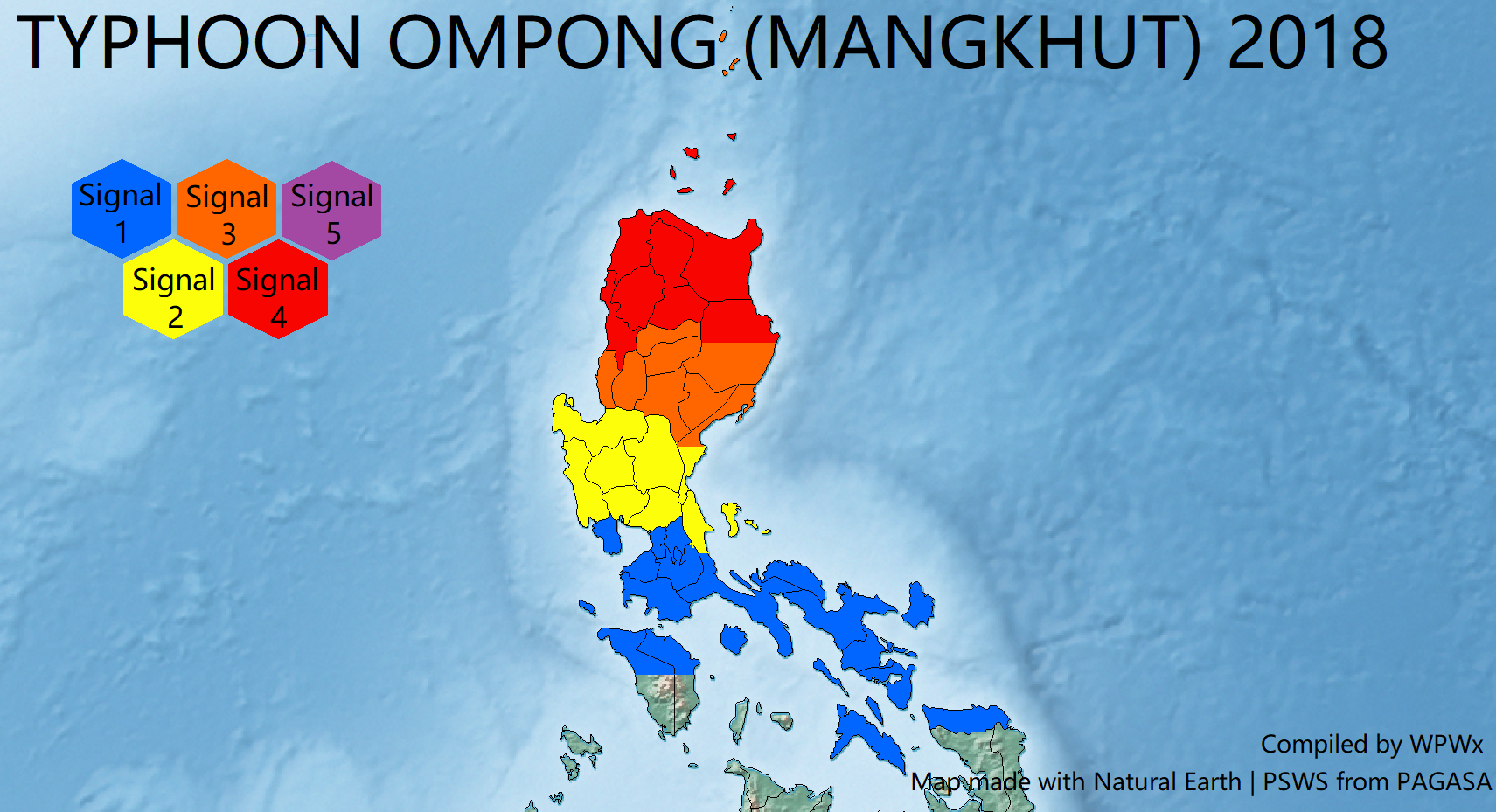
Uma mapa dos alertas dados sobre a passagem do tufão pelas Filipinas

A travessia das montanhas de Luzon, enfraqueceu Mangkhut antes que este emergisse sobre o Mar da China Meridional, em 15 de setembro. O tufão posteriormente atingiu novamente a costa na cidade de Jiangmen, província de Guangdong, China, às 17h.

## Impacto

### Guam
Cerca de 80% da ilha ficou às escuras.

### Filipinas
Mais de 105 000 famílias foram evacuadas de suas casas. Vários aeroportos no norte de Luzon fecharam e as companhias aéreas cancelaram seus vôos até 16 de setembro. Deixando mais de 60 mortos até o dia 17/09/2018.

### Taiwan
Uma mulher foi lançada ao mar.

### Macau
As ondas da tempestade atingiram uma altura de 1,9 metros. Cerca de 20 000 casas perderam energia e 7000 residências perderam o acesso à internet. Pela primeira vez na história, todos os casinos em Macau foram fechados. 191 vôos no sábado e domingo foram cancelados.

### China
O tufão Mangkhut causou a mudança de mais de 2,45 milhões de pessoas e causou enchentes e árvores quebradas em Shenzhen. O transporte foi interrompido no sul da China e pelo menos duas pessoas em Guangdong foram mortas neste tufão.